# Pseudagrion perfuscatum
Pseudagrion perfuscatum – gatunek ważki z rodziny łątkowatych (Coenagrionidae).